# Philippe Séguin
Philippe Séguin (; n. 21 aprilie 1943, Tunis, Protectoratul Francez al Tunisiei – d. 7 ianuarie 2010, Paris, Île-de-France, Franța) a fost un politican francez.

## Biografie
Séguin a învățat la liceeele:  Lycée Carnot în Tunis, Lycée Alphonse Daudet in Nîmes și Lycée in Draguignan. El a studiat la Ecole normale d'instituteurs în Var și Universitatea Aix-en-Provence. Terminnă studiile la École nationale d’administration ca membru al promoției promotion «Robespierre» (ianuarie 1968 - mai 1970). 
Intră în partidul UDR (Union pour la défense de la République), iar ulterior intră în RPR (Rassemblement pour la République). În timpul carierei sale politice între anii 1983 - 1997 a fost primar în Épinal. Sub președinția lui Jacques Chirac a fost între anii  1986 - 1988 ministru cu probleme sociale (Ministre des Affaires sociales et de l'Emploi) și între 1993 - 1997 a fost președintele Adunării Naționale Franceze. Din 1997 până în 1999 a fost președintele  Partidului Rassemblement pour la République. În anul 2001 din cauza unor divergențe cu unii membri din cadrul partidului sau se va retrage din viața politică. În noaptea de 6 spre 7 ianuarie 2010  din cauza unui infarct cardiac, va muri politicianul francez. În presa franceză Philippe Séguin va fi elogiat de partidul său ca un reprezentant important al minorității europene sceptice.

## Opere
- C'est quoi, la politique? Paris 1999, ISBN 2-226-11019-4.
- Discours encore et toujours républicains: de l'exeption française. Paris 1994, ISBN 2-207-24304-4.
- Itinéraire dans la France d'en bas, d'en haut et d'ailleurs, Paris : Éditions du Seuil.